# Svitlodarsk
Svetlodarsk
Svitlodarsk (ukrainien : Світлодарськ) ou Svetlodarsk (russe : Светлодарск) est une ville de l'oblast de Donetsk, en Ukraine. Sa population s'élevait à 12 164 habitants en 2013.

## Géographie
Svitlodarsk est située à 57 km au nord-est de Donetsk. Elle est baignée par la rivière Louhan, un affluent du Donets appartenant au bassin versant du fleuve Don. Elle est assise sur le Plateau du Donets, à une altitude de 172 mètres.

## Administration
Svitlodarsk se trouve dans le raïon de Bakhmout, dans une zone sous occupation séparatiste, ce qui explique que les dernières élections locales ukrainiennes n'aient pas eu lieu. Elle forme une communauté territoriale avec d'autres villes et villages, dont Myronivskyï et Louhanske.

## Histoire
Svitlodarsk est fondée en 1970 sous le nom de Svetlodarsk dans le cadre de la construction de la centrale électrique de Vouhlehorsk. Svitlodarsk se trouve sur la rive orientale du réservoir de Vodoboud ou de Svitlodarsk aménagé sur le cours de la Louhan. La centrale électrique se trouve sur la rive nord, à un kilomètre. Svitlodarsk a le statut de ville depuis 1992. Elle possède deux écoles secondaires, une école de musique, un palais de la culture, un cinéma, un palais des sports avec piscine.
La construction de la centrale électrique de Vouhlehorsk (Ouglegorsk) (en russe : Углегорская ТЭС), d'une puissance de 3 600 MW, est décidée par le Conseil des Ministres de l'URSS le 23 octobre 1966. La construction commence en 1968 et la production démarre le 3 décembre 1972. Les différentes unités alimentées en charbon sont successivement mises en service au cours des années suivantes et la capacité de 3 600 MW est atteinte en 1977. La centrale produit 22 milliards de kWh d'électricité en 1981. La centrale thermique de Vouhlehorsk est exploitée par la société VAT Tsentrenerho (en ukrainien : ВАТ Центренерго) .
Cette ville majoritairement russophone est agitée de troubles autonomistes au second semestre 2014. L'armée ukrainienne s'en empare. Les environs sont le théâtre de combats entre séparatistes pro-russes et forces gouvernementales à partir de janvier 2015, lorsque Debaltseve est verrouillée par les forces rebelles. La ville est prise par l'armée russe le 24 mai 2022, lors de l'invasion de l'Ukraine par la Russie.

## Population
Recensements (*) ou estimations de la population :
| 1979*  | 1989*  | 2001*  | 2009   |
| ------ | ------ | ------ | ------ |
| 11 337 | 12 162 | 13 184 | 12 373 |

| 2010   | 2011   | 2012   | 2013   |
| ------ | ------ | ------ | ------ |
| 12 287 | 12 273 | 12 172 | 12 164 |

## Transports
Svitlodarsk se trouve à 76 km de Donetsk par le chemin de fer et à 92 km par la route.